# Marcus Fischer
Marcus Fischer (* 12. August 1980 in Wittenberg) ist ein ehemaliger deutscher Fußballspieler.

## Karriere
Der Stürmer bestritt mit Preußen Lengerich von 1999 bis 2002 drei Jahre in der Oberliga Westfalen und kam in dieser Zeit auf 40 Tore. 2002 nahm er ein Angebot des Bundesligisten VfL Bochum an, für den er in der Saison 2002/03 zwei Spiele in der Bundesliga absolvierte; von 2002 bis 2004 kam er überwiegend in der Bochumer Reserve zum Einsatz. 2004 wechselte Fischer zu Preußen Münster in die Regionalliga Nord und kam in 18 Einsätzen auf sieben Tore. In der Saison 2005/06 erzielte er für den FC Gütersloh 2000 in der Oberliga Westfalen 13 Tore in 19 Spielen und wechselte daraufhin zum Ligakonkurrenten FC Eintracht Rheine. Für Rheine kam der Angreifer in den folgenden zwei Jahren auf 55 Spiele und 29 Tore, 2007/08 verpasste er mit dem Verein jedoch die Qualifikation zu neuen NRW-Liga. In der Winterpause der folgenden Saison 2008/09 wechselte Fischer daraufhin zum Regionalligisten Sportfreunde Lotte. Nach einer Zwischenstation bei der SV Elversberg in der Saison 2010/11 (30 Spiele, elf Tore) kehrte er im Sommer 2011 nach Lotte zurück. Mit den Sportfreunden strebte er den Aufstieg in die 3. Liga an, die Tabellenführung zur Winterpause erreichte Lotte auch dank der 14 Tore von Fischer in 16 Spielen. Ende November 2011 verletzte sich der Stürmer jedoch schwer, ein Kreuzbandriss bedeutete das Saisonaus. Es folgte eine weitere Meniskus-OP und erst nach einjähriger Verletzungspause feierte Marcus Fischer am 16. November 2012 sein Comeback auf dem Rasen. Beim 4:1-Sieg der Sportfreunde gegen Rot-Weiß Oberhausen traf er zum zwischenzeitlichen 2:0. Er bestritt noch vier weitere Spiele, bevor er am Saisonende aufgrund anhaltender Kniebeschwerden seine Karriere beendete.
Zwischen 2015 und 2023 war er Trainer für die TSG Dülmen. Aktuell spielt er beim SV Herbern.